# Пріва-Антуан Обуар
Пріва-Антуан Обуар (фр. Privat-Antoine Aubouard; 14 серпня 1874 — 9 жовтня 1934) — ліванський політик, виконував обов'язки президента Лівану за часів французького мандату в січні 1934 року на період передачі повноважень між Шарлем Деббасом і Хабібом Пашою ес-Саадом.
У 1920-их роках Обуар був представником французького губернатора Лівану (Великий Ліван).